# Korelační diagram

Korelační diagram, resp. bodový graf

Korelační diagram nebo též bodový graf (anglicky scatter plot) je matematický graf, který zobrazuje v kartézských souřadnicích hodnoty dvou proměnných. Data jsou znázorněna jako množina bodů, jejichž umístění na vodorovné ose udává hodnota první proměnné a umístění na svislé ose hodnota druhé proměnné. Pomocí korelačního diagramu je možné jednoduše zjistit vzájemný vztah mezi oběma proměnnými (a to i nelineární), případně tuto závislost interpolovat (přímkou, křivkou, nebo jiným typem závislosti).
Korelační diagram je jedním ze sedmi základních nástrojů zlepšování kvality.